# Symmela brasiliensis
Symmela brasiliensis är en skalbaggsart som beskrevs av Moser 1919. Symmela brasiliensis ingår i släktet Symmela och familjen Melolonthidae. Inga underarter finns listade i Catalogue of Life.